# Ангулем-Уэст
Ангуле́м-Уэст (фр. Angoulême-Ouest) — кантон во Франции, находится в регионе Пуату — Шаранта, департамент Шаранта. Входит в состав округа Ангулем.
Код INSEE кантона — 1634. В кантон Ангулем-Уэст входит один город — Ангулем.
Население кантона на 2007 год составляло 16 059 человек.